# Норт-Кост (округ)
Норт-Кост (англ. North Coast Regional District) — один из 29 региональных округов Британской Колумбии, Канада. На 2016 год в округе проживало 18 133 человека.
Округ был инкорпорирован 17 августа 1967 года под названием Скина-Куин-Шарлот. В 1993 году к округу была присоединена часть территории округа Китимат-Стикин. 19 сентября 2016 года округ сменил название на Норт-Кост.

## Географическое положение
Площадь Норт-Кост составляет 19 775 км². Он граничит с округом Китимат-Стикин. Норт-Кост находится на побережье Тихого океана, включает в себя территории около города Принс-Руперт и архипелаг Хайда-Гуай.

## Население
По данным переписи 2016 года население Норт-Кост составляло 18 133 человека. В округе было 7410 домашних хозяйств и 5095 семей. Плотность населения составляла 0,9 человек на км². Население Норт-Кост с 2011 года уменьшилось на 3,4 % (в среднем по провинции Британская Колумбия наблюдался прирост в 5,6 %). Для 87,3 % жителей округа родным языком был английский, 1,3 % указали родным один из языков коренного населения Канады, 0,7 % — немецкий, 1,7 % — вьетнамский, 1,3 % — панджаби.
Население округа по возрастному диапазону по данным переписи 2016 года распределилось следующим образом: 18,1 % — жители младше 14 лет, 67,1 % — от 15 до 65 лет и 14,8 % — в возрасте 65 лет и старше. Средний возраст населения — 40,1 года, медианный возраст — 41,4 лет.
Из 7410 домашних хозяйств 68,8 % представляли собой семьи: 53,7 % совместно проживающих супружеских пар (37,6 % — в браке, 16,1 % — в гражданском сожительстве); 10,7 % — женщины с детьми, проживающие без мужей и 4,4 % — мужчины с детьми, проживающие без жён. В среднем домашнее хозяйство ведут 2,4 человека, а средний размер семьи — 2,8 человека. Среди 14 860 человек старше 15 лет 54,9 % живут в паре (38,9 % — в браке, 16,1 % — в гражданском сожительстве), 30,9 % — никогда не были женаты.
В 2015 году медианный доход на семью оценивался в 81 633 $, на домашнее хозяйство — в 64 411 $. Доход на душу населения — 31 541 $ в год, при этом мужчины имели медианный доход в 36 382 долларов США в год против 27 785 долларов среднегодового дохода у женщин.
| 1981  | 1986  | 1996  | 1997  | 1998  | 1999  | 2000  | 2001  | 2002  | 2003  | 2004  | 2005  | 2006  | 2007  | 2011  | 2016  |
| ----- | ----- | ----- | ----- | ----- | ----- | ----- | ----- | ----- | ----- | ----- | ----- | ----- | ----- | ----- | ----- |
| 24023 | 23061 | 25811 | 25310 | 24236 | 23658 | 23131 | 22639 | 22099 | 21564 | 21386 | 20977 | 20807 | 20610 | 18784 | 18133 |

## Подразделения округа
Инкорпорированные населённые пункты:
- Принс-Руперт (город)
- Порт-Клементс (деревня)
- Массет (деревня)
- Порт-Эдвард (окружной муниципалитет)

Также округ включает в себя 5 индейских резерваций. Остальная часть Норт-Кост разделена на 5 избирательных округа.